# ۵۰۶ (قمری)
۵۰۶ (قمری)، پانصد و ششمین سال در گاهشماری هجری قمری است. اول محرم این سال برابر با پنجم ژوئیه سال ۱۱۱۲ میلادی است.